# Morti nel 1982/Settembre
| Questa pagina contiene informazioni ricavate automaticamente dalle voci biografiche con l'ausilio del template Bio e di un bot. L'aggiornamento è periodico e automatico e ricostruisce completamente la pagina. Se manca una persona in questa lista, sei pregato di non aggiungerla, ma accertati piuttosto che la sua voce biografica contenga il template Bio e che i dati anagrafici siano correttamente compilati. Se il template Bio manca, inseriscilo tu stesso o, in alternativa, metti l'avviso {{tmp\|Bio}} che ne segnala la mancanza. Se i dati riportati sono sbagliati, correggi direttamente la voce biografica; le modifiche saranno visibili in questa lista entro pochi giorni. Per chiarimenti vedi il progetto biografie. La lista contiene solo le 86 persone che sono citate nell'enciclopedia e per le quali è stato implementato correttamente il template Bio. Pagina aggiornata al 3 mar 2024. |

- 1º settembre - Ludwig Bieberbach, matematico tedesco (n. 1886)
- 1º settembre - Haskell Curry, matematico e logico statunitense (n. 1900)
- 1º settembre - Luciana Dolliver, cantante italiana (n. 1910)
- 1º settembre - Władysław Gomułka, politico polacco (n. 1905)
- 1º settembre - Isabel Cristina Mrad Campos, personalità religiosa brasiliana (n. 1962)
- 1º settembre - Piet Wijdekop, canoista olandese (n. 1912)
- 2 settembre - Tom Baker, attore statunitense (n. 1940)
- 2 settembre - Francesco Marzolo, ingegnere italiano (n. 1892)
- 2 settembre - Jay Novello, attore statunitense (n. 1904)
- 2 settembre - Seraphim Rose, presbitero statunitense (n. 1934)
- 2 settembre - Marvin Stalder, canottiere statunitense (n. 1905)
- 2 settembre - Ada Vojcik, attrice sovietica (n. 1905)
- 3 settembre - Salvatore Baldassarri, arcivescovo cattolico italiano (n. 1907)
- 3 settembre - Gastone Ballarini, calciatore italiano (n. 1937)
- 3 settembre - Hércules de Miranda, calciatore brasiliano (n. 1912)
- 3 settembre - Justine Johnstone, attrice e patologa statunitense (n. 1895)
- 3 settembre - Roger Quinche, calciatore svizzero (n. 1922)
- 3 settembre - Emanuela Setti Carraro, infermiera italiana (n. 1950)
- 3 settembre - Carlo Alberto dalla Chiesa, generale e prefetto italiano (n. 1920)
- 4 settembre - Jean Boudehen, canoista francese (n. 1939)
- 4 settembre - Gino Cerrito, storico italiano (n. 1922)
- 4 settembre - Raúl Fernández Robert, cestista messicano (n. 1905)
- 4 settembre - Beppe Guzzi, pittore italiano (n. 1902)
- 4 settembre - Joseph Vincent Sullivan, vescovo cattolico statunitense (n. 1919)
- 5 settembre - Douglas Bader, aviatore britannico (n. 1910)
- 6 settembre - José Cabrero Arnal, fumettista spagnolo (n. 1909)
- 8 settembre - Pete Pederson, cestista statunitense (n. 1910)
- 9 settembre - Luigi Nazari, militare e aviatore italiano (n. 1911)
- 9 settembre - Adolf Patek, allenatore di calcio e calciatore austriaco (n. 1900)
- 10 settembre - Filippo Marchese, mafioso italiano (n. 1938)
- 11 settembre - Vladislao Cap, calciatore e allenatore di calcio argentino (n. 1934)
- 11 settembre - Wifredo Lam, pittore cubano (n. 1902)
- 11 settembre - Jovan Miladinović, calciatore jugoslavo (n. 1939)
- 11 settembre - Pál Pók, pallanuotista ungherese (n. 1929)
- 11 settembre - Albert Soboul, storico francese (n. 1914)
- 12 settembre - Federico Moreno Torroba, compositore spagnolo (n. 1891)
- 13 settembre - Philip Ober, attore statunitense (n. 1902)
- 13 settembre - Marcus Wallenberg, banchiere, velista e tennista svedese (n. 1899)
- 14 settembre - Kristján Eldjárn, politico islandese (n. 1916)
- 14 settembre - Christian Ferras, violinista francese (n. 1933)
- 14 settembre - John Gardner, scrittore e insegnante statunitense (n. 1933)
- 14 settembre - Bashir Gemayel, politico libanese (n. 1947)
- 14 settembre - Grace Kelly, attrice, modella e principessa statunitense (n. 1929)
- 14 settembre - Gustave Roth, pugile belga (n. 1909)
- 14 settembre - Franco Solinas, sceneggiatore e scrittore italiano (n. 1927)
- 15 settembre - Giuseppe Gaddi, saggista e partigiano italiano (n. 1909)
- 15 settembre - Domenico Russo, poliziotto italiano (n. 1950)
- 16 settembre - Evdokija Beršanskaja, militare sovietica (n. 1913)
- 16 settembre - Sadegh Ghotbzadeh, politico iraniano (n. 1936)
- 16 settembre - Marcel Martiny, medico, antropologo e parapsicologo francese (n. 1897)
- 16 settembre - Bill Robinzine, cestista statunitense (n. 1953)
- 16 settembre - Rolfe Sedan, attore statunitense (n. 1896)
- 17 settembre - Arturo Brown, cestista statunitense (n. 1961)
- 17 settembre - Clara Marchetto, attivista italiana (n. 1911)
- 18 settembre - Raul Chiodelli, ingegnere e politico italiano (n. 1896)
- 18 settembre - Habib Mahfuz, dirigente sportivo brasiliano
- 18 settembre - Pei Wenzhong, paleontologo, antropologo e archeologo cinese (n. 1904)
- 18 settembre - Carlos Carmelo de Vasconcelos Motta, cardinale e arcivescovo cattolico brasiliano (n. 1890)
- 20 settembre - Alois Schnabel, pallamanista austriaco (n. 1910)
- 20 settembre - Georg Østerholt, saltatore con gli sci norvegese (n. 1892)
- 21 settembre - Ivan Christoforovič Bagramjan, generale e politico sovietico (n. 1897)
- 21 settembre - Franz Esser, calciatore tedesco (n. 1900)
- 21 settembre - Charlotte Gower Chapman, etnologa e scrittrice statunitense (n. 1902)
- 22 settembre - Fernando Leoni, fantino italiano (n. 1908)
- 22 settembre - Shin Saburi, attore e regista giapponese (n. 1909)
- 23 settembre - Herbert Wright, lottatore britannico (n. 1894)
- 24 settembre - Sarah Churchill, attrice e danzatrice britannica (n. 1914)
- 24 settembre - Alessio De Vito, militare italiano (n. 1906)
- 24 settembre - Dagobert D. Runes, filosofo e curatore editoriale austro-ungarico (n. 1902)
- 25 settembre - Augusto Manzo, pallonista italiano (n. 1911)
- 25 settembre - Larry Snyder, allenatore di atletica leggera, ostacolista e militare statunitense (n. 1896)
- 26 settembre - Georgij Semënovič Abašvili, ammiraglio sovietico (n. 1910)
- 26 settembre - Luciano Baldessari, architetto, scenografo e designer italiano (n. 1896)
- 26 settembre - Franco Calamandrei, partigiano, giornalista e politico italiano (n. 1917)
- 26 settembre - Arnaldo Ginna, pittore, scultore e regista italiano (n. 1890)
- 26 settembre - Roger Joseph Heckel, vescovo cattolico francese (n. 1922)
- 26 settembre - Paul Kollsman, inventore tedesco (n. 1900)
- 27 settembre - Agnese Dubbini, attrice e mezzosoprano italiana (n. 1912)
- 28 settembre - Mabel Albertson, attrice statunitense (n. 1901)
- 28 settembre - Chu Yung-kwang, calciatore sudcoreano (n. 1931)
- 29 settembre - Lucy Griffiths, attrice britannica (n. 1919)
- 29 settembre - René Herbst, architetto e designer francese (n. 1891)
- 29 settembre - Mat, illustratore e fumettista francese (n. 1895)
- 30 settembre - Bill George, giocatore di football americano statunitense (n. 1929)
- 30 settembre - H. W. Janson, storico dell'arte tedesco (n. 1913)
- 30 settembre - Önder Mustafaoğlu, calciatore turco (n. 1953)